# Aeroportul Sharq Al-Owainat
Aeroportul Sharq Al-Owainat (IATA: GSQ, ICAO: HEOW) este un aeroport din Sharq Al-Owainat⁠(d), Egipt. Aeroportul a fost tranzitat în decembrie 2021 de 0 pasageri.
Situat la o altitudine de 258 m, aeroportul dispune de o singură pistă.